# Campionat de Colòmbia de ciclisme en contrarellotge
El Campionat de Colòmbia de ciclisme en contrarellotge és una competició ciclista que serveix per a determinar el Campió de Colòmbia en la modalitat.. La primera edició es disputà el 1994. El títol s'atorga al vencedor d'una única carrera, en la modalitat de contrarellotge individual. El vencedor obté el dret a portar un mallot amb els colors de la bandera colombiana fins al Campionat de l'any següent quan disputa proves en contrarellotge individual.

## Palmarès masculí
| Any  | Primer                | Segon                    | Tercer                  |
| 1994 | Luis Alberto González | Javier Zapata            | Héctor Palacio          |
| 1995 | Raúl Montana Herrera  | Celio Roncancio          | Luis González Gallego   |
| 1996 | Marlon Pérez          | Yonni Leal               | Wladimir González       |
| 1997 | Víctor Hugo Peña      | Carlos Alberto Contreras | Javier Zapata           |
| 1998 | Duban Ramírez         | Julio Bernal             | Israel Ochoa            |
| 1999 | Marlon Pérez          | Javier Zapata            | Jairo Hernandez Montoya |
| 2000 | Israel Ochoa          | Álvaro Lozano            | Raúl Montaña            |
| 2001 | Marlon Pérez          | Yonni Leal               | Wladimir González       |
| 2002 | Yonni Leal            | Marlon Pérez             | José Serpa              |
| 2003 | Hébert Gutiérrez      | José Serpa               | Israel Ochoa            |
| 2004 | Israel Ochoa          | Libardo Niño             | Jairo Hernández         |
| 2005 | Iván Parra            | Javier Zapata            | José Serpa              |
| 2006 | Libardo Niño          | José Serpa               | Mauricio Neiza          |
| 2007 | Santiago Botero       | Rigoberto Urán           | Israel Ochoa            |
| 2008 | Israel Ochoa          | Iván Parra               | Fabio Duarte            |
| 2009 | Santiago Botero       | Juan Carlos López        | Javier Zapata           |
| 2010 | Carlos Ospina         | Rafael Infantino         | Víctor Hugo Peña        |
| 2011 | Iván Casas            | Wilson Marentes          | Juan Carlos López       |
| 2012 | Iván Casas            | Marlon Pérez             | Jaime Suaza             |
| 2013 | Carlos Ospina         | Iván Casas               | Jaime Suaza             |
| 2014 | Pedro Herrera         | Omar Mendoza             | Víctor Hugo Peña        |
| 2015 | Rigoberto Urán        | Rafael Infantino         | Hernando Bohórquez      |
| 2016 | Walter Vargas         | Brayan Ramírez           | Juan Pablo Rendón       |
| 2017 | Jarlinson Pantano     | Rodrigo Contreras        | Walter Vargas           |
| 2018 | Egan Bernal           | Daniel Martínez          | Walter Vargas           |
| 2019 | Daniel Martínez       | Miguel Ángel López       | Egan Bernal             |
| 2020 | Daniel Martínez       | Nairo Quintana           | Egan Bernal             |
| 2021 | Walter Vargas         | Diego Camargo            | Andrés Ardila           |
| 2022 | Daniel Martínez       | Esteban Chaves           | Diego Camargo           |
| 2023 | Miguel Ángel López    | Walter Vargas            | Rodrigo Contreras       |
| 2024 | Daniel Martínez       | Brandon Rivera           | Rodrigo Contreras       |
| 2025 | Egan Bernal           | Walter Vargas            | Brandon Rivera          |

### Palmarès sub-23
| Any  | Primer                | Segon                 | Tercer                  |
| 1998 | Marlon Pérez          |                       | José Serpa              |
| 2003 | Julian Rodas          | Andrés Rodríguez      | Mauricio Neiza          |
| 2005 | Dalivier Ospina       |                       |                         |
| 2006 | Fabio Duarte          | Edwin Parra           | Wilson Marentes         |
| 2007 | Wilson Marentes       | Camilo Suárez         | Sergio Henao            |
| 2009 | Nairo Quintana        | Sebastián Salazar     | Michael Rodríguez       |
| 2010 | Félix Barón           | Winner Anacona        | Isaac Bolivar           |
| 2011 | Brayan Ramírez        | Isaac Bolivar         | Argiro Ospina           |
| 2013 | Isaac Bolivar         | Félix Barón           | Hernando Bohórquez      |
| 2014 | Carlos Ramírez        | Rodrigo Contreras     | Brayan Ramírez          |
| 2015 | Andrés Felipe Herrera |                       |                         |
| 2016 | Carlos Ramírez        | Eduardo Estrada       | Miguel Flórez           |
| 2017 | Julián Cardona        | German Enrique Chávez | Javier Ignacio Montoya  |
| 2018 | Santiago Ordóñez      | Adrian Bustamante     | Brandon Rivera          |
| 2019 | Harold Tejada         | Jhojan García         | Santiago Ordóñez        |
| 2020 | Adrián Bustamante     | Adrián Vargas         | Marlon Herrera          |
| 2021 | Víctor Ocampo         | Anderson Arboleda     | Rafael Pineda           |
| 2022 | Juan Barboza          | Johan Porras          | David Mesa              |
| 2023 | Germán Dario Gómez    | Elkin Steven Malaver  | Juan Jose Lopez         |
| 2024 | Freddy Avila          | Brayan Vargas         | Brandon Alejandro Rojas |
| 2025 | Samuel Flórez         | Freddy Ávila          | Juan Diego Quintero     |

## Palmarès femení
| Any  | Primera                | Segona                  | Tercera               |
| 1998 | Ana Betancourt         | Sandra Gómez            | Lucila Rodríguez      |
| 1999 | Ana Paola Madriñán     | Flor Marina Delgadillo  | Analida Cartagena     |
| 2000 | Flor Marina Delgadillo | Martha López            | Nancy Casallas        |
| 2001 | Flor Marina Delgadillo | María Luisa Calle       | Nancy Casallas        |
| 2002 | María Luisa Calle      | Sandra Gómez            | Ana Paola Madriñán    |
| 2003 | Sandra Gómez           | Ana Paola Madriñán      | Natalia Mejía         |
| 2006 | Mónica Méndez          | Diana Agudelo           | Laura Lozano          |
| 2007 | María Luisa Calle      | Monica Méndez           | Laura Lozano          |
| 2008 | Ana Paola Madriñán     | Lorena Vargas           | María Luisa Calle     |
| 2009 | Ana Paola Madriñán     | Lorena Vargas           | Sérika Gulumá         |
| 2010 | Ana Paola Madriñán     | Adriana Tovar           | Elizabeth Agudelo     |
| 2011 | María Luisa Calle      | Lorena Vargas           | Laura Lozano          |
| 2012 | María Luisa Calle      | Laura Lozano            | Adriana Tovar         |
| 2013 | Sérika Gulumá          | Adriana Tovar           | Lorena Vargas         |
| 2014 | Sérika Gulumá          | María Luisa Calle       | Andreina Rivera       |
| 2015 | Ana Sanabria           | Sérika Guluma           | Laura Buritica        |
| 2016 | Ana Sanabria           | Sérika Guluma           | Adriana Tovar         |
| 2017 | Ana Sanabria           | Adriana Tovar           | Laura Lozano          |
| 2018 | Serika Gulumá          | Estefanía Herrera       | Rocio Parrado         |
| 2019 | Serika Gulumá          | Ana Cristina Sanabria   | Estefanía Herrera     |
| 2020 | Cristina Sanabria      | Diana Peñuela           | Camila Valbuena       |
| 2021 | Sérika Guluma          | Ana Sanabria            | Ana Fagua             |
| 2022 | Marcela Hernández      | Tatiana Dueñas          | Camila Valbuena       |
| 2023 | Marcela Hernández      | Diana Peñuela           | Ana Cristina Sanabria |
| 2024 | Diana Peñuela          | Karen Lorena Villamizar | Ana Cristina Sanabria |
| 2025 | Diana Peñuela          | Karen Villamizar        | Paula Patiño          |